# Ṝ
La R con macrón y un punto suscrito (Mayúscula: Ṝ minúscula: ṝ), es un grafema utilizado en las romanización ALA-LC del bengalí, la romanización GENUNG del nepalí. Es la letra R diacrítica con un macrón y un punto suscrito.

## Codificación
La R con macrón y un punto suscrito se puede representar con los siguientes caracteres Unicode:
| Carácter      | Ṝ                                                | Ṝ                                                | ṝ                                              | ṝ                                              |
| ------------- | ------------------------------------------------ | ------------------------------------------------ | ---------------------------------------------- | ---------------------------------------------- |
| Unicode       | LATIN CAPITAL LETTER R WITH DOT BELOW AND MACRON | LATIN CAPITAL LETTER R WITH DOT BELOW AND MACRON | LATIN SMALL LETTER R WITH DOT BELOW AND MACRON | LATIN SMALL LETTER R WITH DOT BELOW AND MACRON |
| Codificación  | decimal                                          | hex                                              | decimal                                        | hex                                            |
| Unicode       | 7772                                             | U+1E5C                                           | 7773                                           | U+1E5D                                         |
| UTF-8         | 225 185 156                                      | E1 B9 9C                                         | 225 185 157                                    | E1 B9 9D                                       |
| Ref. numérica | &#7772;                                          | &#x1E5C;                                         | &#7773;                                        | &#x1E5D;                                       |